# 迎水桥站
迎水桥站是位于宁夏回族自治区中卫市沙坡头区迎水桥镇的一个铁路车站，邮政编码751702。车站建于1958年，为包兰铁路的中间站，距离包头站683公里；1991年7月作为宝中铁路工程的一部分建设编组站，1994年竣工投用。该站现隶属兰州铁路局，是一等站，仅办理货运，不办理客运业务。本站采用单线混合式站场布置形式，现有股道42股，其中一场到发线7股，二场到发线8股，三场调车线19股，四场接车线8股。

## 管辖范围
车站下设运转车间、调度车间、货运车间、中卫车间、干塘车间5个车间，管辖以下车站：
- 包兰线：黄羊湾站、柳家庄站、中卫站、本站、沙坡头站、孟家湾站、红卫站、干塘站